# Zoo de Maubeuge
Zoo de Maubeuge is een dierentuin in de Franse stad Maubeuge. De dierentuin werd geopend in 1955 en huisvest anno 2020 een zestigtal diersoorten op een oppervlakte van 7 hectare. 
Delen van de dierentuin bevinden zich bovenop en rondom de 17-eeuwse stadswallen van Vauban en sommige dierenverblijven zijn hierdoor tegen deze muren aangebouwd. Het hoogste gedeelte van de vestingwallen wordt gebruikt als een doorloopverblijf met guanaco's.

## Dierencollectie
De dierentuin huisvest circa 300 dieren verdeeld over een zestigtal soorten. Tot de collectie van de dierentuin behoren onder andere tijgers, Indische leeuwen, brilberen, manenwolven, Aziatische olifanten, giraffen, Sri Lankaanse panters, noordelijke hoornraven, withandgibbons en nijlpaarden.